# 長崎バス桜の里営業所

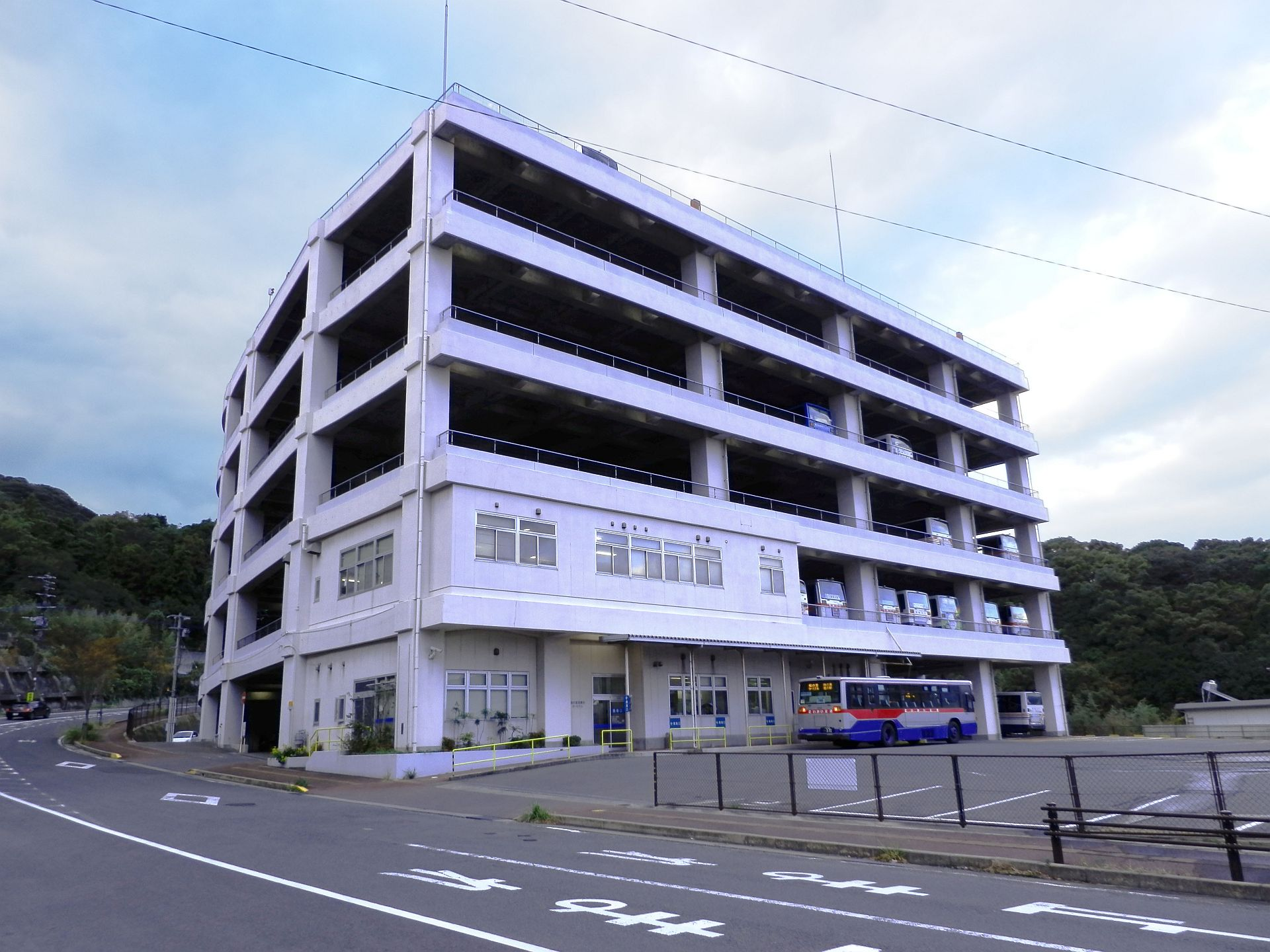
桜の里ターミナルの建物正面は乗客の入り口兼バス降り場となっている

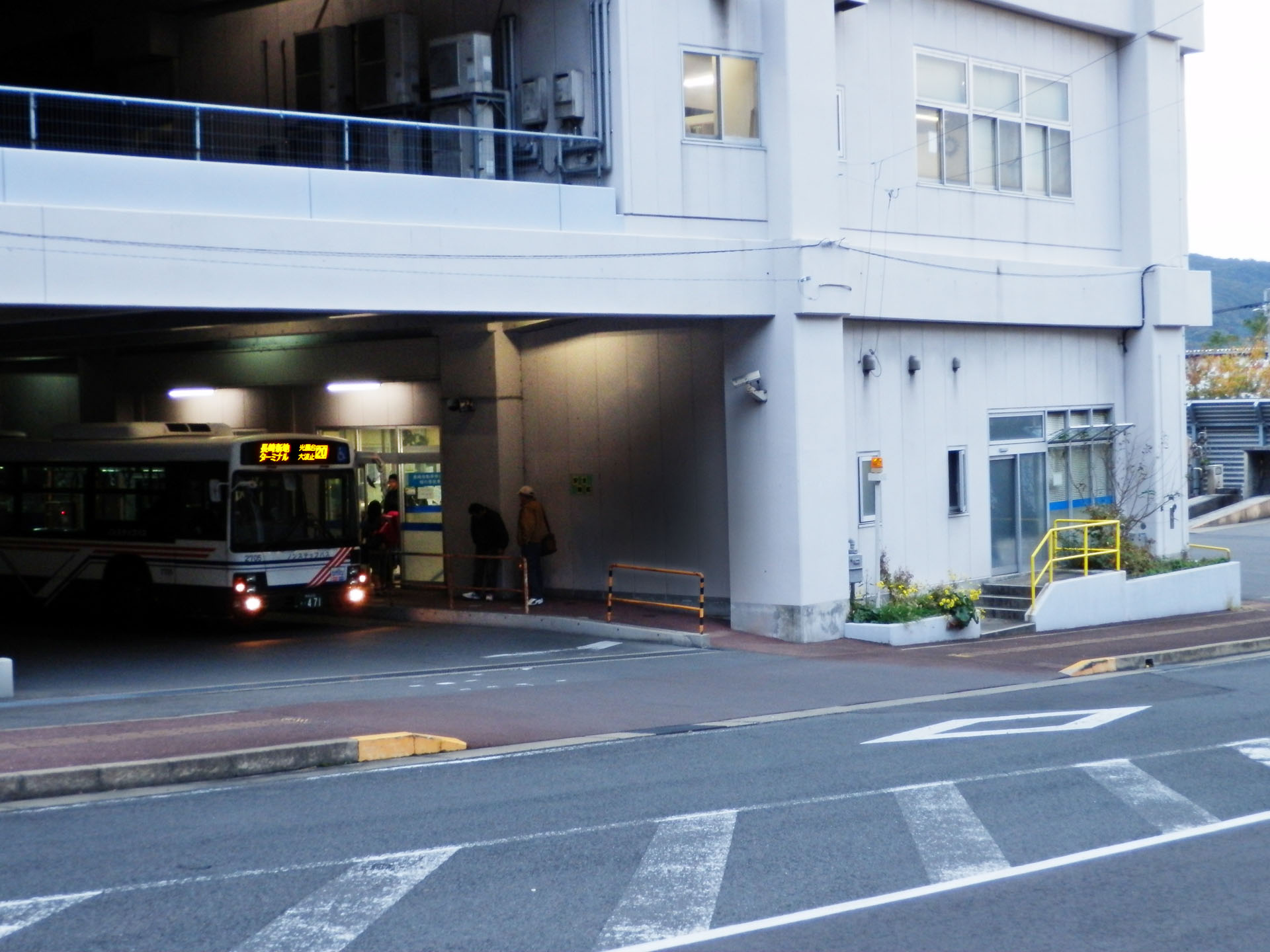
バス乗り場は建屋の屋根の下にある

長崎バス桜の里営業所（ながさきバスさくらのさとえいぎょうしょ）は、長崎県長崎市さくらの里3丁目382-3にあり、長崎市北西部の路線を担当する長崎自動車の営業所である。

## 概要
長崎市西北部の主要路線が経由するバスターミナルを構えた営業所で、さくらの里の住宅街からは南西に離れた場所に位置する。松ヶ枝営業所の主な路線を移管する形で2002年に新設された。長崎バスの事業所の中では最も規模が大きい。建物は地上5階建てに屋上を設けた立体駐車場構造となっており、ターミナルと窓口を1階に構える。ターミナルには待合室・自販機コーナー・トイレが設けられ、長崎市中心部方面と大瀬戸方面の接続待ち・始発待ちの際は乗客がここで休憩できるようになっている。1階と2階の営業所の建屋以外の場所、および3階から上と屋上はバスの車庫となっている。
桜の里ターミナルからは時津方面を経由して長崎市中心部に向かう路線も発着しており、時津営業所によって運行されている。

## 現行路線

### 滑石（寺川内）- 式見・荒毛公園前線 （長崎市コミュニティバス）

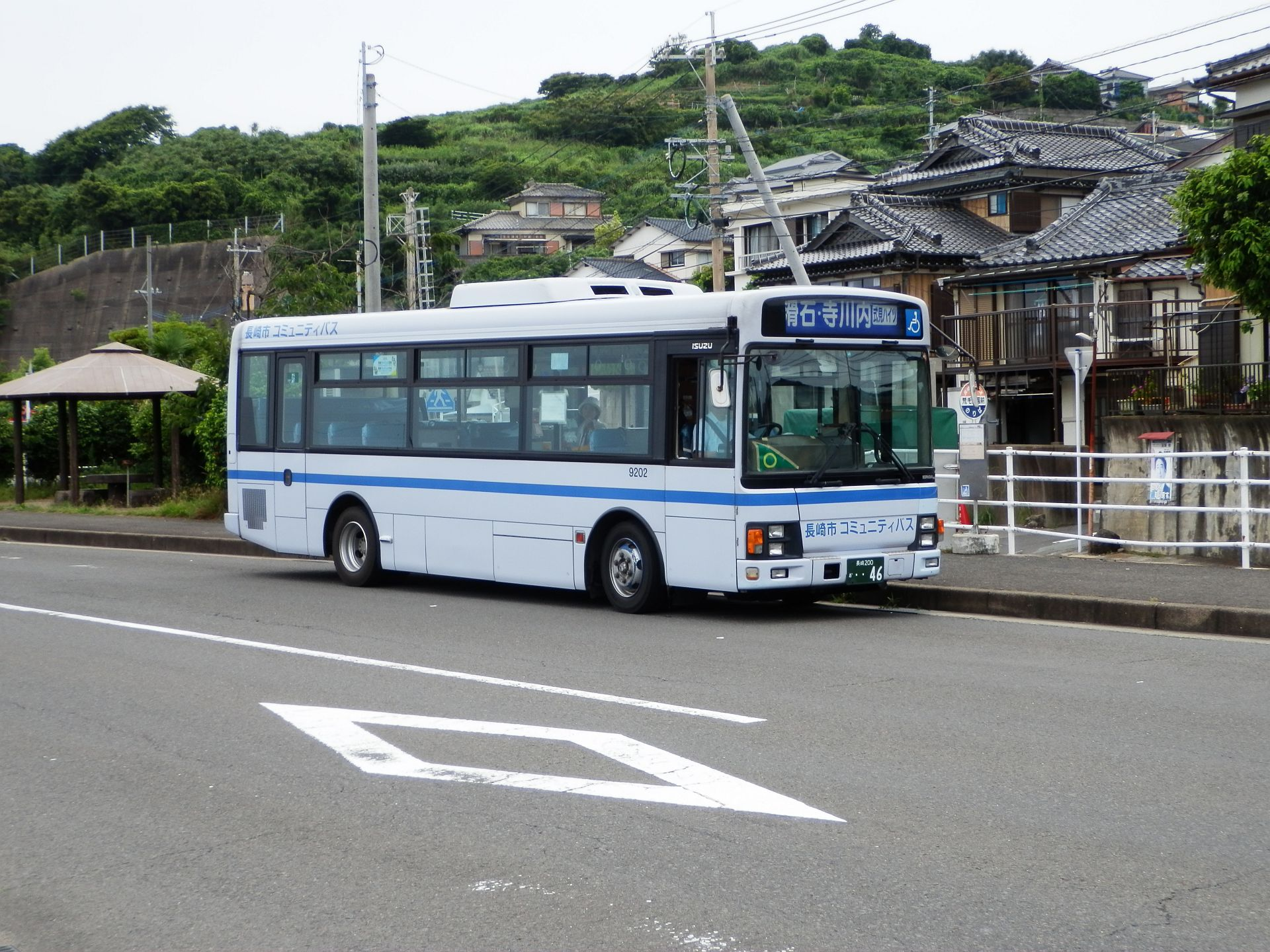
滑石式見線専用車両(現在は使われていない)

- 寺川内 - 滑石ふれあいセンター - 中木場 - 高原ホテル - 中木場 - 式見 - 荒毛公園前
- 寺川内 - 中木場 - 式見 - 荒毛公園前

1994年8月1日より運行開始。中型ワンステップバスで運行されている長崎市コミュニティバスの路線だが、長崎バスが運行主体となっており、時刻表上は長崎バスの一路線として扱われる。岩屋山と矢筈岳の間にある、通常の路線バスが運行されていない道路を経由し、式見地区と滑石地区をショートカットで結んでいる。花咲ヶ丘 - 高原ホテル入口までの区間は自由乗降区間となっているが、道路条件が過酷な中木場 - 高原ホテルの間は自由乗降区間から除外される。
当初は滑石側から高原ホテルにアクセスしていたが、2006年4月1日からは経路を変更し、式見側からアクセスするようになった。この経路変更に伴い、それまで他の路線が一切乗り入れていなかった山岳部の牧野町を通るようになり、幾つかの停留所も新設された。あぐりの丘高原ホテル前の停留所はかつて式見ハイツの名称であったが、施設名称の変更に伴い停留所の名前も変更された。

### 小江原ニュータウン・相川線

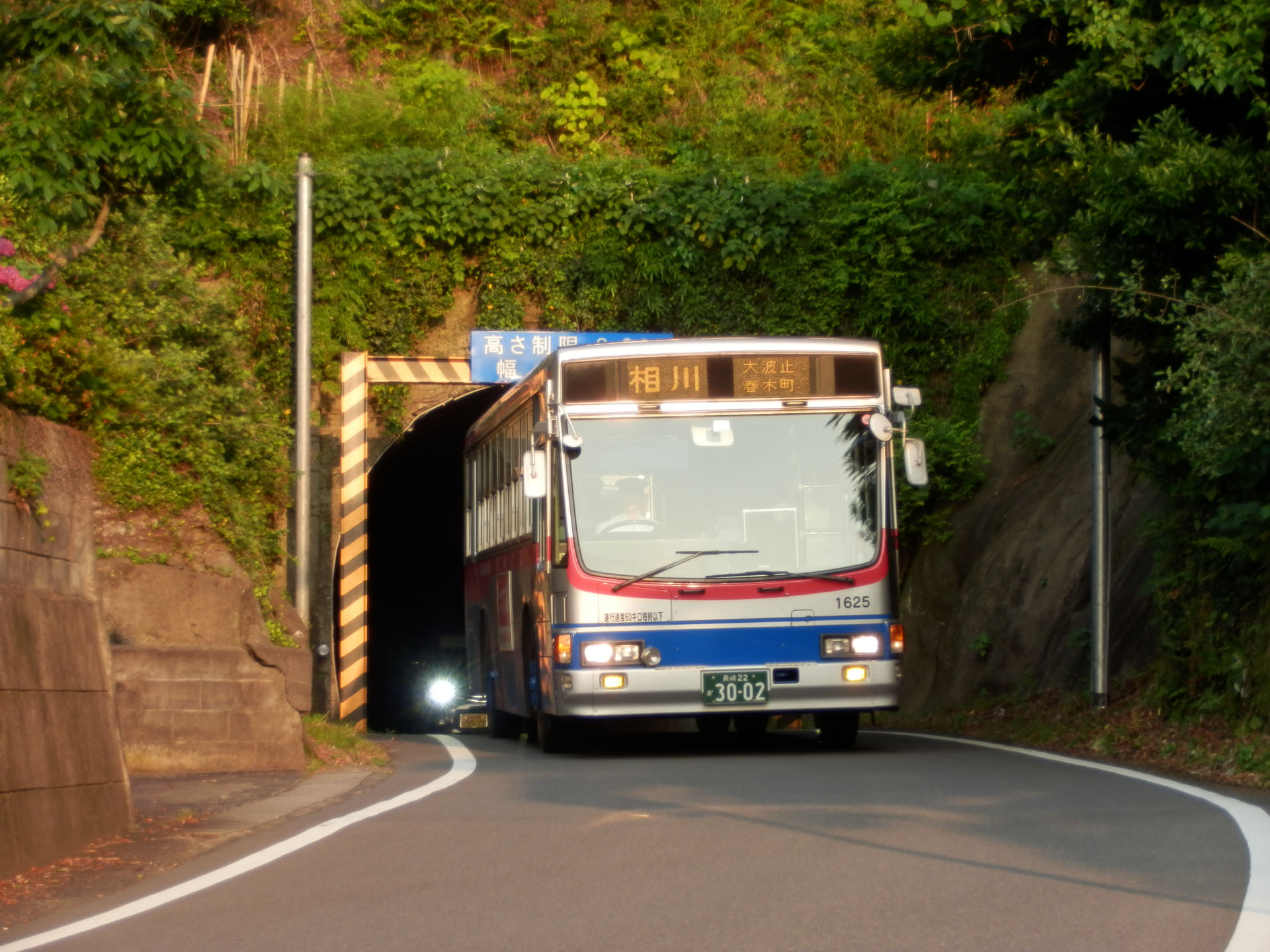
式見トンネル

経由番号は、小江原（こえばる）・相川（あいがわ）方面行は3番、ブリックホール経由小江原・相川方面行は割り振りなし、市役所上経由新地中華街行は10番、大波止経由新地中華街行は17番である。※は一部の便のみ始発・終点として使用する。
城栄町経由
- 新地中華街 - 大波止 - 長崎駅前 - 宝町 - ロープウェイ前 - 梁川公園前 - 城栄町 - 小江原団地内 - 小江原橋 - 小江原ニュータウン
- 新地中華街 - 大波止（市役所上） - 長崎駅前 - 宝町 - ロープウェイ前 - 梁川公園前 - 城栄町 - 小江原団地内 - 城山台団地 - 小江原橋 - 小江原ニュータウン
- 新地中華街 - 大波止 - 長崎駅前 - 宝町 - ロープウェイ前 - 梁川公園前 - 城栄町 - 小江原（小江原団地内）- 小江原ニュータウン - 長崎市運動公園前※ - 手熊 - 式見 - 相川

春木町経由
- 新地中華街 - 大波止 - 長崎駅前 - ロープウェイ前 - 梁川公園前 - 春木町 - 城山台中央 - 小江原橋 - 小江原ニュータウン
- 新地中華街 - 大波止 - 長崎駅前 - ロープウェイ前 - 梁川公園前 - 春木町 - 城山台中央 - さくら通り - 小江原ニュータウン - 長崎市運動公園前※ - 手熊 - 式見 - 相川
- 新地中華街 - 大波止 - 長崎駅前 - ココウォーク茂里町 - ブリックホール - 梁川公園前 - 春木町 - 城山台中央 - 小江原橋 - 小江原ニュータウン
- 新地中華街 - 大波止 - 長崎駅前 - ココウォーク茂里町 - ブリックホール - 梁川公園前 - 春木町 - 城山台中央 - さくら通り - 小江原ニュータウン - 長崎市運動公園前※ - 手熊 - 式見 - 相川

1954年（昭和29年）に旧式見村線として開通した古い路線の一つである。長崎西岸の式見地区は周囲を山に囲まれた漁村であり、山を超えた先の手熊地区やその先の小江原地区なども周囲を山に囲まれているため、それまで長崎市との交通を船に頼っていた。バス路線は山間の道を通って式見地区と長崎市中心部を陸路で結ぶようにしたものである。3月に福田経由が開通し、4月より小江原方面からの乗り入れも開始された。当初は式見までの運行だったが、1963年（昭和38年）9月2日に相川、1975年（昭和50年）2月1日に大見崎まで路線が延長されている。また、1958年（昭和33年）10月25日から隣接する小江地区と小江原を結ぶ路線も運行されていたが、1969年（昭和55年）3月6日付で廃止されている。
中心部の北西にある小江原地区は1975年（昭和50年）2月1日より小江原団地内線が、1984年 (昭和59年) 4月9日より城山台団地経由の運行が開始され、1989年（平成元年）4月17日のダイヤ改正より春木町経由と小江原ニュータウンまでの延伸が行われた。ココウォーク茂里町の近くにあった梁川橋踏切が廃止された2020年4月のダイヤ改正より、春木町経由の一部 (平日昼間の便、土日祝の全便) がブリックホール経由に変更された。2021年4月より、式見・相川方面行きが原則小江原ニュータウン経由に変更、2024年春のダイヤ改正で、相川から大見崎、さらにその先の桜の里までを結んでいた路線が廃止された。
日中は小江原ニュータウン行きと式見・相川方面行きが約20分間隔で運行される。城栄町経由の便は市民プールバス停から300メートルほど離れた場所に松山町の平和公園バス停や平和公園停留場があるため、ここから北部方面や路面電車に接続する形となる。城山台経由の便は上り下りに関係なく、城山台団地内を右回りで通過する。春木町経由は山間の新道（1989年（平成元年）4月15日開通）、一部の便はブリックホール前とみらい長崎ココウォーク前を通るルートで、城栄町経由よりも所要時間が短い反面、北部方面や路面電車と接続する場所はない。大波止経由新地中華街行きは出島経由として運行される。
手熊から式見にかけては狭く曲がりくねった旧道沿いの団地を大型車両で経由する狭隘路線である。その中でも式見トンネルは高さ制限3.2m・幅員2.5mという車両規制があり、大型バス1台が辛うじて基準をクリア出来る程度の狭さとなっている。手熊以降は福田経由の相川線（松ヶ枝営業所運行）と合流しており、あわせて1時間に最大3往復程度のバスが手熊地区と式見・相川地区を結ぶ。この路線は柿泊の長崎市運動公園へのアクセス路線でもある。また、経由番号は2024年春のダイヤ改正まで、春木町経由小江原・相川方面行きは無番、新地中華街行きは全て20番が割り振られていた。

### 滑石団地線
系統番号は、上床（うわとこ）・豊洋台・桜の里方面行が1番、大波止経由新地中華街行は17番、大波止経由中央橋行は20番、市役所上・めがね橋経由中央橋行は26番となっている。なお滑石快速便は上床行に快速1番、中央橋行に快速20番が割り振られる。※は一部の便のみ始発・終点として使用する。
- 中央橋 - 市役所上（大波止）- 長崎駅前 - 宝町 - ココウォーク茂里町 - 大橋 - 住吉 - 道の尾 - 滑石団地 - 寺川内 - 上床（ - 高原ホテル - あぐりの丘※）
- 中央橋 - 夢彩都 - 長崎県庁前 - 浦上川通り - 平和公園 - 大橋 - 住吉 - 道の尾 - 滑石団地 - 寺川内 - 上床　＜滑石快速便＞
- 中央橋 - 市役所上 - 長崎駅前 - 宝町 - ココウォーク茂里町 - 大橋 - 住吉 - 道の尾 - 滑石団地 - 寺川内 - 上床 - 光風台車庫※ - 豊洋台車庫
- 新地中華街 - 中央橋※ - 大波止（市役所上）- 長崎駅前 - 宝町 - ココウォーク茂里町 - 大橋 - 住吉 - 道の尾 - 滑石団地 - 寺川内 - 上床 - 畝刈 - 桜の里団地 - 桜の里ターミナル

長崎市中心部と北部のベッドタウンである滑石（寺川内・上床）地区、その先の光風台（住所の上では鳴見台）や豊洋台、桜の里などの団地を結ぶ。一部の便はレジャー施設あぐりの丘（1998年開園）がある長崎市いこいの里を終点としている。団地造成や小中学校の建設が活発となり、幹線道路の舗装も進んだ1969年（昭和44年）12月1日より滑石団地内での運行を開始した。しかし滑石地区は急激に人口が増加しており、翌1970年（昭和45年）11月には増便や増発を求める陳情書が出され、1973年（昭和48年）12月には滑石地区の路線バスが昼間帯5分間隔で運行されるようになった。1985年（昭和60年）より光風台団地へ延長、2003年（平成15年）4月7日に豊洋台団地線が運行を開始した。現在は上床行きと桜の里団地行き、豊洋台団地行きをメインに運行される。桜の里ターミナル行きは新地中華街発着の路線と異なり、長崎漁港の魚市場周辺（漁港通り）を経由する便は存在せず、板の浦行きへ接続するための便も設定されていない。滑石線はかつて茂里町営業所の管轄する路線であったが、桜の里営業所開設時に移管された。
日中は20-30分間隔で運行される。上床行き、豊洋台団地行きは日中は30-60分に一本程度だが、夕方の時間帯は極端に多くなり、12分に一本ほど運行される。桜の里団地経由の桜の里ターミナル行きは道開バス停を過ぎてから桜の里ターミナルへ至るまでの経路が漁港通り経由や京泊経由と大きく異なっており、「桜の里団地」の行き先表示で区別されている。中央橋発着便は始発と市役所上経由の終点の停留所が同じとなっており、市役所上経由中央橋行がめがね橋経由、滑石方面行が万才町経由として運行される。寺川内では長崎バス観光の本社及び車庫が同居した車庫で乗務員や車両が待機する。また一部の便ではあるが夜間や土日祝日を中心に大波止経由の便も設定されている。
2015年（平成27年）4月より長崎県交通局が滑石団地と中央橋を結ぶ路線を開設し（こちらは北陽小学校前発着で全便大波止経由）、競合状態となっていたが、2022年（令和4年）4月より長崎市域の路線再編により長崎県交通局が運行する滑石団地行は東高スクール便を除いてすべて廃止され、長崎バスの一元化になった。
経由番号は2024年春のダイヤ改正まで、新地中華街・中央橋行は20番が割り振られていた。

### 上横尾線

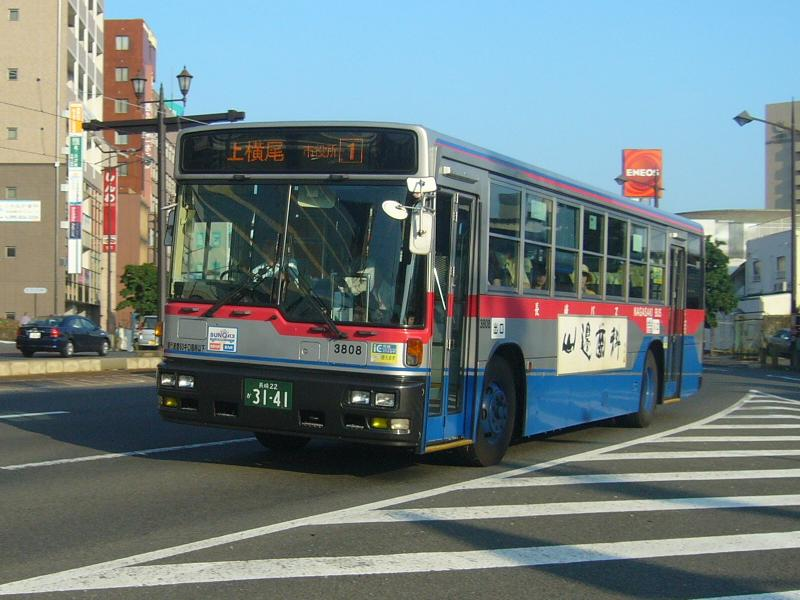
上横尾線運行中の車両

系統番号は、上横尾行が1番・中央橋行は26番である。
- 中央橋 - 市役所上（大波止）- 長崎駅前 - 宝町 - ココウォーク茂里町 - 大橋 - 住吉 - 道の尾 - 上横尾

長崎市中心部と北部のベッドタウンである横尾地区などの団地を結ぶ路線。一戸あたりの住宅用地拡大や集会所建設が行われた1980年（昭和55年）に横尾団地線の運行が開始され、1984年（昭和59年）に横尾団地を経由して上横尾へ行く現在の形となった。
中央橋では始発と市役所上経由の終点の停留所が同じとなっており、市役所上経由中央橋行がめがね橋経由、上横尾行が万才町経由として運行される。平日の日中は20分に1本の間隔で運行される。早朝や深夜、土日祝などにわずかの便が大波止を経由する。かつては茂里町営業所の管轄であったが、2006年に茂里町営業所を廃止した際に桜の里営業所へ移管された。経由番号は2024年春のダイヤ改正まで、中央橋行は20番が割り振られていた。

### 石原・樫山・桜の里線（外海線）
系統番号は、石原・樫山・桜の里ターミナル行のうち、板の浦行連絡便でないものが1番、新地中華街行は17番である。板の浦行連絡便は100番である。※は一部の便のみ始発・終点として使用する。
- 新地中華街 - 大波止 - 長崎駅前 - 宝町 - ココウォーク茂里町 - 大橋 - 住吉 - 道の尾 - 集会所前 - 寺川内 - 上床 - 畝刈 - 道開 - 漁港通り - 加工団地 - 桜の里ターミナル（板の浦行連絡）
- 新地中華街 - 大波止 - 長崎駅前 - 宝町 - ココウォーク茂里町 - 大橋 - 住吉 - 道の尾 - 集会所前 - 寺川内 - 上床 - 光風台車庫 - 畝刈 - 道開 - 漁港通り - 加工団地 - 桜の里ターミナル
- 新地中華街 - 大波止 - 長崎駅前 - 宝町 - ココウォーク茂里町 - 大橋 - 住吉 - 道の尾 - 集会所前 - 寺川内 - 上床 -（光風台車庫）- 畝刈 - 道開 - 桜の里団地 - 桜の里ターミナル
- 新地中華街 - 大波止 - 長崎駅前 - 宝町 - ココウォーク茂里町 - 大橋 - 住吉 - 道の尾 - 集会所前 - 寺川内 - 上床 - 畝刈 - 道開 - 京泊 - 桜の里ターミナル
- 新地中華街 - 大波止 - 長崎駅前 - 宝町 - ココウォーク茂里町 - 大橋 - 住吉 - 道の尾 - 集会所前 - 寺川内 - 上床 - 光風台車庫 - 豊洋台車庫（ - 道開 - 京泊 - 桜の里ターミナル※）
- 新地中華街 - 大波止 - 長崎駅前 - 宝町 - ココウォーク茂里町 - 大橋 - 住吉 - 道の尾 - 集会所前 - 寺川内 - 上床 ‐ 光風台車庫 - 畝刈 - 道開 - （京泊or桜の里団地or漁港通り）- 桜の里ターミナル - 東上 - 三重 - 石原 - 樫山
- 新地中華街 - 大波止 - 長崎駅前 - 宝町 - ココウォーク茂里町 - 大橋 - 住吉 - 道の尾 - 集会所前 - 寺川内 - 上床 - 光風台車庫 - 畝刈 - 道開 - 漁港通り - 加工団地 - マリンヒル三京 - 三重 - 石原
- 桜の里ターミナル→桜の里団地→弁天→鳴鼓トンネル→井手園→道の尾→住吉→大橋→ココウォーク茂里町→宝町→長崎駅前→大波止→出島→新地中華街（→メディカルセンター※）

長崎市の中心部と北西部の三重地区を結線であり、ほとんどの便が桜の里ターミナル以遠まで運行されている。またほとんどのバスが道開を通っていて、そこで琴海方面への乗り換えも可能である（上記の滑石団地線の桜の里ターミナル・桜の里団地行きも同様）。漁港通り（あじろ橋）経由便の一部は桜の里ターミナルで大瀬戸・板の浦行き（さいかい交通担当）との乗り継ぎができる（「桜の里ターミナル（板の浦連絡便）」の行き先表示）。長崎バス草創期の1941年（昭和16年）頃より三重を経由し板の浦へ行く路線として開通。当初は西海経由をメインとしていたが、1969年（昭和44年）1月の新道（滑石トンネル）開通に伴い、2月10日より新道（滑石トンネル）経由が運行を開始し、所要時間が短縮された。現在、板の浦方面へ行くための便は全て滑石トンネル経由となっている。1957年（昭和23年）7月1日より樫山行き運行開始。桜の里団地内にはターミナル開設の前年である2001年より乗り入れを開始している。
桜の里団地経由は道開を過ぎてから桜の里ターミナルへ至るまでの経路が京泊経由や漁港通り経由と大きく異なっており、桜の里ターミナル行きは「桜の里団地」の行先表示を掲示して他の路線と区別している。全てが大波止経由で、滑石団地を経由する便も存在しない。新地方面行きの朝の1便のみ畝刈・滑石や西海・時津（時津バス停のある時津町中心部）も通らず、臨港道路畝刈時津線をショートカットとして経由し、時津町南部の元村郷で西海・時津経由便と合流する井手園経由便が平日と土曜日に設定されている。大波止経由新地中華街行きは出島経由として運行される。経由番号は2024年春のダイヤ改正まで、新地中華街行は20番が割り振られていた。また、板の浦行連絡便は2025年春のダイヤ改正まで1番が割り振られていた。